# Battlefield Extraction Assist Robot
BEAR (Battlefield Extraction-Assist Robot) — робот-санитар. Разработан американской компанией Vecna Technologies Cambridge Research Laboratory, предназначен для выполнения аварийно-спасательных работ на поле боя, а также при ликвидации последствий землетрясений или других чрезвычайных ситуаций. Машина собственными силами может эвакуировать человека. Первые экземпляры построены в 2004 году. Рост робота, сконструированного инженерами компании Vecna Robotics, составляет 1,8 метра. Максимальный вес, переносимый роботом, составляет 270 кг. Сохранять равновесие и не ронять при этом свой груз роботу позволит система гироскопов и двигателей, управляемых компьютером. Робот будет работать с дистанционным управлением, на нём будут установлены видеокамеры и микрофоны, так что оператор будет видеть и слышать всё, что происходит на поле боя. Робот также может быть задействован в поисково-спасательных операциях.
Робот BEAR был признан лучшей разработкой в области военных технологий 2006 года журналом Time.
Планируется в 2010 году передать образцы роботов военным для проведения испытаний в боевых условиях.